# 2001 في تركيا
فيما يلي قوائم الأحداث التي وقعت خلال عام 2001 في تركيا.

## رياضة
- 1 يناير – بطولة أمم أوروبا لكرة السلة 2001

## كتب
من الكتب التي صدرت هذه السنة في تركيا:
- 1 يناير – العمق الإستراتيجي من تأليف أحمد داوود أوغلو.

## وفيات

### فبراير
- 26 فبراير – جاله إينان (مواليد 1914)

### مارس
- 22 مارس – صبيحة كوكجن (مواليد 1913) طيارة تركية.[1]